# بتینا گویسلارد
بتینا گویسلارد (فرانسوی: Bettina Goislard‎; ‏ ۱۱ نوامبر ۱۹۷۴ – ۱۶ نوامبر ۲۰۰۳) امدادگر کمیساریای عالی پناهندگان سازمان ملل در امور آوارگان اهل فرانسه بود که توسط ضیا احمد و عبدل غلام، دو عضو طالبان در روز یکشنبه ۱۶ نوامبر ۲۰۰۳ در غزنی کشته شد روز پنجشنبه در شهر کابل به خاک سپرده شد. بتینا گویسلارد وصیت کرده بود که بعد از مرگش، در افغانستان دفن شود. در فوریه ۲۰۰۴ این دو فرد در دادگاهی در افغانستان به جرم قتل خانم گویسلارد به مرگ محکوم شده بودند.